# Перегруппировка Фишера — Хеппа

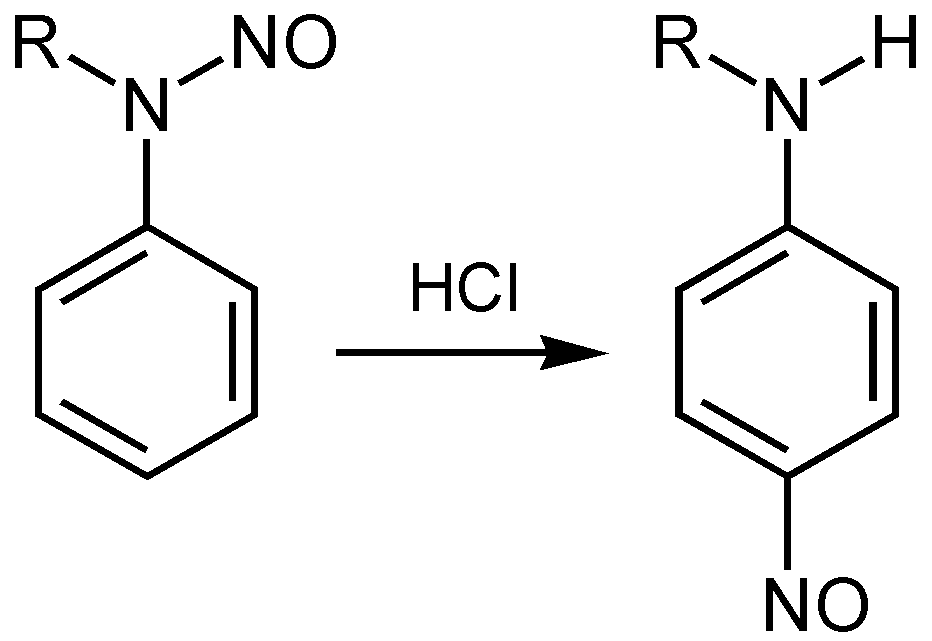
Общая схема перегруппировки

Перегруппировка Фишера — Хеппа (реакция Фишера — Хеппа) — перегруппировка ароматических N-нитрозаминов под действием кислоты с миграцией NO-группы к другому атому ароматического кольца. Является основным способом получения вторичных нитрозоариламинов, поэтому имеет большую препаративную ценность. Была открыта О. Фишером и Э. Хеппом в 1886 году.

## Механизм

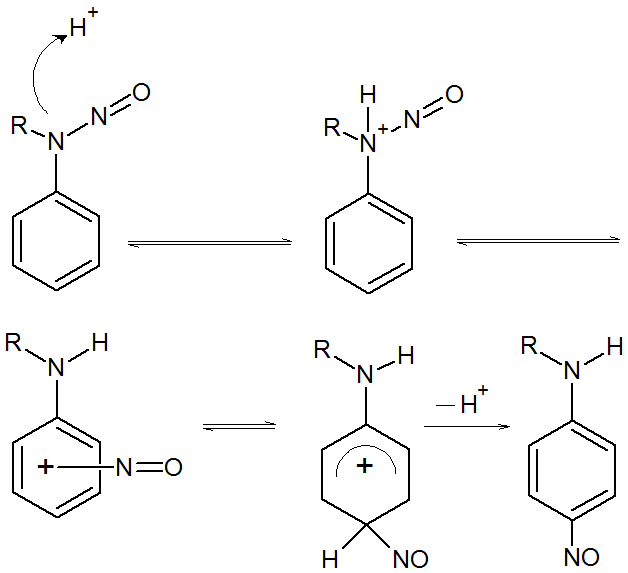
Механизм протекания перегруппировки Фишера-Хеппа

Внутримолекулярный механизм перегруппировки включает в себя небольшое количество стадий. Сначала атом азота, при котором находится нитрозогруппа, протонируется под действием кислоты. Затем в результате внутримолекулярной миграции катион NO+ присоединяется к атому углерода, находящемуся в пара-положении ароматического кольца, а положительный заряд передаётся на всё кольцо. Заканчивает перегруппировку отщепление протона как наиболее легко уходящей частицы.
По некоторым данным, существует ещё один механизм протекания, который сопутствует вышеописанному. Он предполагает денитрозирование N-нитрозамина с образованием иона [H2NO2]+, который в присутствии галоген-анионов способен давать нитрозилхлорид. В свою очередь он может нитрозировать вторичные ароматические амины в пара-положение ароматического кольца, давая в итоге необходимый продукт.

## Условия проведения
Перегруппировку Фишера — Хеппа проводят в смеси этанола и диэтилового эфира при комнатной температуре. Реже, в отдельных случаях, роль растворителей играют вода или уксусная кислота. В качестве катализаторов обычно используют соляную или бромоводородную кислоту, также для этой цели применяют мочевину, азид натрия, анилин или сульфаминовую кислоту. Азотная кислота использоваться не может, так как она не способна катализировать данную перегруппировку. 
По некоторым источникам, в небольшой степени перегруппировка способна протекать и в отсутствие катализатора под действием солнечного света. Растворитель в некоторых случаях также можно не использовать. К примеру, хлоргидрат нитрозамина, полученного из триметил-м-фенилендиамина, перегруппировывается в хлоргидрат изомера нитрозооснования даже в твёрдом состоянии при температуре 80—100 °C.
По некоторым источникам, растворитель также принимает участие в перегруппировке в качестве реагента. Согласно ряду научных трудов, селективность перегруппировки определяется устойчивостью продукта взаимодействия нитрозирующей частицы и растворителя — алкилнитрита.
В реакцию могут вступать вторичные N-нитрозофенил- или N-нитрозонафтиламины, содержащие или не содержащие заместителей в ароматическом кольце. Не замёщенные в кольцо N-нитрозофениламины образуют п-нитрозопроизводные, N-нитрозо-1-нафтиламины дают 4-нитрозопроизводные, N-нитрозо-2-нафтиламины — 1-нитрозо-2-нафтиламины. Заместитель в ароматическом кольце может полностью блокировать протекание перегруппировки, если он находится в пара-положении по отношению к нитрозаминогруппе. Не вступают в реакцию также 1-замещённые N-нитрозо-2-нафтиламины. В значительной степени затруднять протекание процесса могут объёмные заместители у атома азота. 
Выход перегруппировки колеблется в широких пределах, к примеру, для N-нитрозо-N-алкилариламинов, не имеющих заместителей в ароматическом кольце, он составляет 80—90%. Основными побочными продуктами, образующимися в реакционной смеси, являются вторичные ариламины.

## Применение
Перегруппировка Фишера — Хеппа широко используется в органическом синтезе, являясь основным способом получения вторичных нитрозоариламинов. С помощью данной реакции в практических целях получают 4-нитрозодифениламин —  промежуточный продукт в производстве антиоксидантов, 5-гидрокси-2-метил-4-нитрозо-N-этиланилин — сырьё для синтеза оксазиновых красителей, 3-нитрозокарбазол и другие органические соединения.